# Йохан Филип фон Льовенщайн-Вертхайм-Вирнебург
Йохан Филип фон Льовенщайн-Вертхайм-Вирнебург (на немски: Johann Philipp von Löwenstein-Wertheim-Virneburg; * 28 август 1713, Вертхайм; † 12 април 1757 , Вертхайм) от фамилията Вителсбахи, е граф на Льовенщайн-Вертхайм-Вирнебург (1721 –1757). Фамилията Льовенщайн-Вертхайм е морганатичен клон на фамилията Вителсбахи.

## Живот
Той е шестият син на граф Хайнрих Фридрих фон Льовенщайн-Вертхайм-Вирнебург (1682 – 1721) и съпругата му графиня Амьона София Фридерика цу Лимпург (1684 – 1746), дъщеря на граф Фолрат Шенк фон Лимпург (1641 – 1713) и графиня София Елеонора фон Лимпург-Гайлдорф (1655 – 1722).
Йохан Филип наследява през 1721 г. баща си заедно с братята си Йохан Лудвиг Фолрат (1705 – 1790), Кристиан Лудвиг (1707 – 1725), Фридрих Лудвиг (1706 – 1796), Карл Лудвиг (1712 – 1779), Вилхелм Хайнрих (1715 – 1773) и Георг Филип (1720 – 1739).
На 12 юли 1743 г. в Маркт-Айнерсхайм се жени за графиня София Хенриета Фридерика фон Шьонбург-Валденбург (* 4 юли 1718, Валденбург; † 12 април 1757, Вертхайм), вдовица на граф Фридрих Ернст фон Велц († 1741),, дъщеря на граф Кристиан Хайнрих фон Шьонбург-Валденбург (1682 – 1753) и графиня Фридерика Августа фон Лимпург (1694 – 1746). Бракът е бездетен. Той и съпругата му умират на 12 април 1757 г. във Вертхайим.